# Gasselte

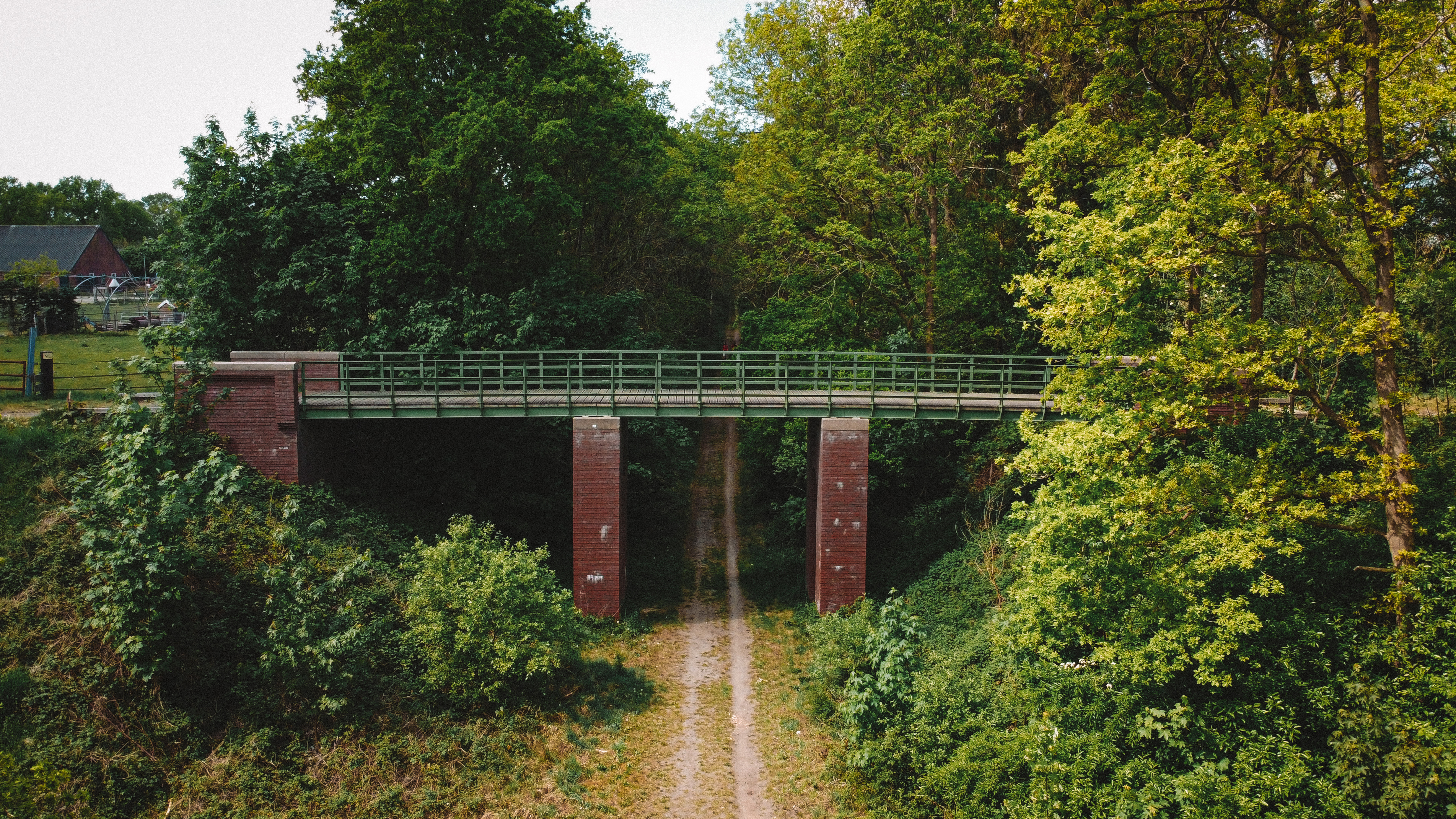
Replica historische spoorbrug Ravijnzicht in 2020

Gasselte is een dorp in de gemeente Aa en Hunze in de Nederlandse provincie Drenthe, halverwege de dorpen Gieten en Borger, gelegen op de Hondsrug. Het dorp heeft 1.895 inwoners (1 januari 2023). Tot de gemeentelijke herindeling op 1 januari 1998 was het dorp de hoofdplaats van de gelijknamige gemeente.

## Geschiedenis
Hoewel er sporen van bewoning rondom Gasselte zijn aangetroffen uit de prehistorie, de bronstijd en de ijzertijd dateert de eerst gevonden nederzetting in deze streek uit de periode van de 9e tot de 12e eeuw. Vondsten van kralensnoeren, fragmenten van een ringfibula en een armband, gevonden in 1877 bij het omspitten van land van ds Sanders te Gasselte (= land van de kerk van Gasselte) wijzen in de richting van een nederzetting in de 6e en 7e eeuw.
|  |

De eerste schriftelijke vermelding van Gasselte dateert uit een oorkonde van 1302, waarin ene Jacob 'de Gesholte' werd genoemd. Waarschijnlijk een samentrekking van de Germaanse woorden ges en hulta ("droog, dor" en 'houtleverend bos").
Het dorp zelf heeft altijd uit twee delen bestaan: het Grotenend (ten noordoosten van de kerk) en het Lutkenend (ten westen van de kerk). In het Grotenend waren de grotere boerderijen van de invloedrijke families gesitueerd en in het Lutkenend woonden de keuterboeren en de ambachtslieden. De kerk lag letterlijk in het midden.
Gasselte, toen nog een zelfstandige gemeente, was in 1923 de plaats waar de eerste vrouwelijke wethouder van Nederland werd gekozen: Eiske ten Bos-Harkema.

## Bezienswaardigheden

### Kerk
Bezienswaardig is de kerk, waarvan het oudste muurwerk dateert uit het midden van de 13e eeuw. Gasselte behoorde met Borger, Gieten, Anloo en Zuidlaren tot het dingspel Oostermoer. Aanvankelijk was het kerspel van Gasselte een onderdeel van het kerspel van Borger. Pas in de 13e of 14e eeuw is er sprake van een zelfstandige parochie. De eerste vermelding van de kerk dateert van 1328.
Het kerkhof bij de kerk is een van de grootste kerkhoven van Drenthe met meer dan honderd zerken.

### Kunst in de openbare ruimte

#### Wemeltje Kruit
Aan de Kerkstraat te Gasselte bevindt zich een standbeeld (van de hand van Bert Kiewiet) van een in 1963 overleden bekende dorpsfiguur Wemeltje Kruit. Wemeltje was een koopvrouw, die haar koopwaar met de fiets in de wijde omgeving aan de man bracht.
Zij woonde in een woonwagen op het terrein van de huidige ijsbaan. Later kreeg zij een woninkje bij de inmiddels verdwenen camping de Hoefslag. Na haar overlijden werd de woning als vakantiewoning met de naam Wemeltje verhuurd door de camping.
De Drentse dichter Gerard Nijenhuis schreef het gedicht Wemelie Kruut, waarvan dit een fragment is:
Zij die wat vreug, die 'n aanbod dee
van gaoren en band en jarretels
'n centenkraom -
Zij was 't die vrij was
as 'n vogel in zien vlucht.

#### Oorlogsmonument
Van 7 op 8 april 1945 landden er Franse parachutisten in de omgeving van Gasselte. Zij veroverden het hoofdkwartier van het Nationalsozialistische Kraftfahr Korps (NSKK), dat gevestigd was in de pastorie van Gasselte. Bij deze actie kwam de Franse korporaal Fernand Begue om het leven. De para's trokken zich met hun gesneuvelde kameraad en de gevangengenomen Duitsers terug in de bossen. Vervolgens namen de Duitsers weer bezit van hun hoofdkwartier en namen alle mannen van Gasselte gevangen en sloten hen op in het witte kerkje van Gasselte. Uiteindelijk werden zestien mannen afgevoerd naar Assen op beschuldiging van hulp aan de vijand. Zij werden op 13 april aldaar bevrijd door de Canadese troepen.
Het monument is opgericht ter nagedachtenis aan de gesneuvelde Fernand Bergue (Madagaskar, 30 november 1924 - Gasselte, 9 april 1945).

#### Beelden in de pastorietuin
In de tuin van de pastorie van Gasselte en goed zichtbaar vanaf de openbare weg staan de beelden van Apollo, Venus en Mercurius. Deze beelden zijn waarschijnlijk afkomstig van landgoed Eyckenstein op de Utrechtse Heuvelrug, waar ze zouden zijn gestolen nadat de eigenaar Adriaan Hendrik Eyck in 1787 vanwege het conflict tussen patriotten en prinsgezinden naar Frankrijk was gevlucht. De beelden werden door turfschippers uit Gasselternijveen meegenomen. Ze schonken de beelden aan de toenmalige schulte van Gasselte, Albert Alingh.

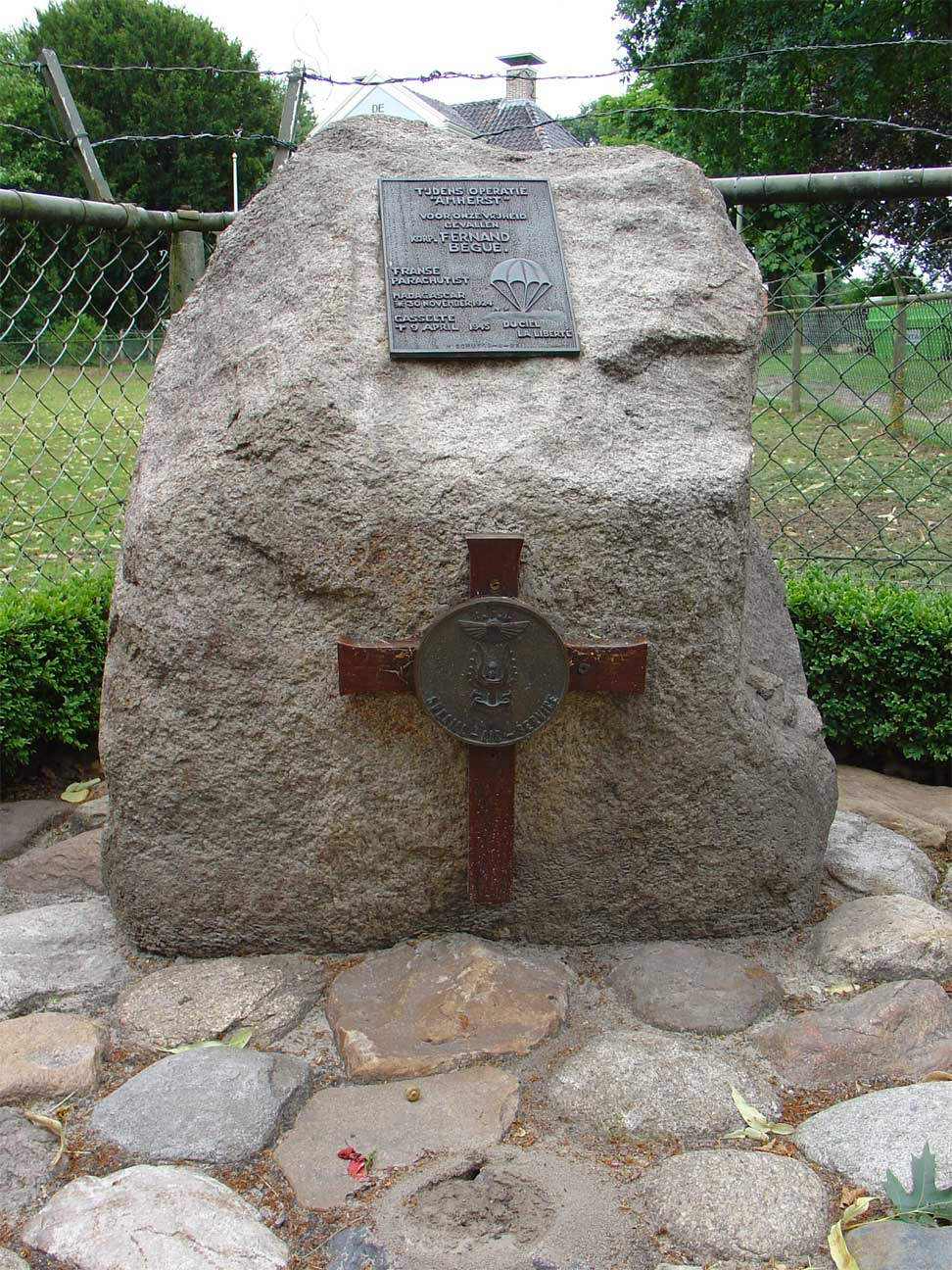
Fernand Bergue (1924-1945)
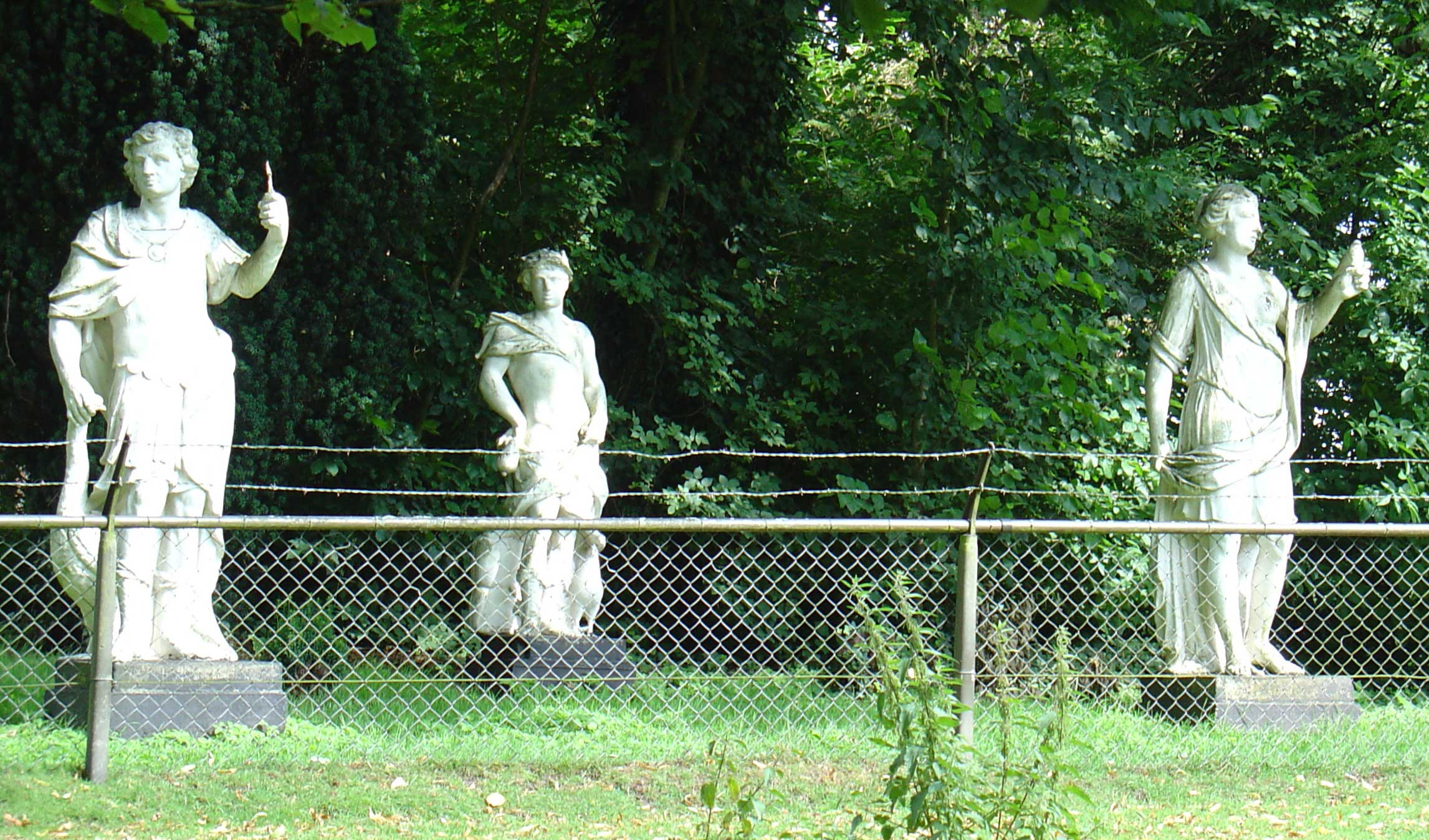
Beelden van Apollo, Venus en Mercurius in de pastorietuin van Gasselte

## Voorzieningen
Het dorp Gasselte beschikt over een dorpshuis, een openbare basisschool, voetbalvereniging VV GKC, een tennisvereniging, een gymnastiekvereniging en een muziekvereniging. Voor ouderen is er een woonzorgcentrum.

## Voormalige gemeente
De gemeente Gasselte bestond naast het dorp uit de plaatsen Gasselternijveen, Gasselternijveenschemond, en de gehuchten Kostvlies, Gasselterboerveen, Gasselterboerveenschemond en Eerste en Tweede Dwarsdiep.